# Akio Mori (japoński fizjolog)
Akio Mori (jap. 森 昭雄 Mori Akio; ur. 5 lutego 1947 w Hokkaido) – japoński fizjolog i pisarz. Jest również założycielem i byłym szefem japońskiego towarzystwa naukowego Japanese Society of Health and Behavior Sciences (日本健康行動科学会, Nihon Kenkō Kodō Kagakukai). Profesor wychowania fizycznego na Wydziale Sztuki i Nauki oraz profesor edukacji w Wyższej Szkole Literatury na Uniwersytecie Nihon. Specjalizuje się w zakresie fizjologii i fizjologii wysiłku fizycznego.
Mori początkowo słynął z badań nad fizjologią, jednak po pewnym czasie zwrócił się w kierunku pisarstwa, publikując chociażby w 2002 roku książkę o ludzkiej neuronauce „Gēmu Nō no Kyōfu” (ゲーム脳の恐怖). Twierdził w niej, że mózg ludzi, którzy grali w gry wideo, został fizycznie uszkodzony nazywając go terminem „Gēmu nō”. Sama książka spotkała się z dużym zainteresowaniem krytyków, takich jak Tamaki Saitō, lecz jego hipoteza dotycząca ludzkiego mózgu została uznana za pseudonaukową. Mori bazując na popularności swoich książek poszerzył działalność na inne kierunki, takie jak dziennikarstwo oraz polityka.